# Felovia vae
Felovia vae is een zoogdier uit de familie van de goendi's (Ctenodactylidae). De wetenschappelijke naam van de soort werd voor het eerst geldig gepubliceerd door Lastaste in 1886.

## Voorkomen en habitat
De soort komt voor in Mali, Mauritanië en Senegal. De natuurlijke habitats zijn droge savannes, subtropische of tropische droge struwelen en graslanden en rotsachtige gebieden.